# Швеція на зимових Олімпійських іграх 1960

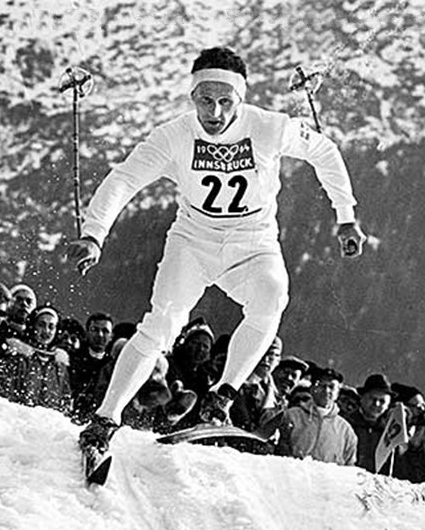
Сікстен Єрнберг 1964 року

Швеція брала участь у Зимових Олімпійських іграх 1960 року у Скво-Веллі (США) увосьме за свою історію, і завоювала три золоті, дві срібні і дві бронзові медалі. Збірну країни представляли 47 спортсменів (41 чоловік та 6 жінок) у 6 видах спорту.

## Медалі
| Швеція на олімпіаді 1960 року у Скво-Веллі | Швеція на олімпіаді 1960 року у Скво-Веллі            | Швеція на олімпіаді 1960 року у Скво-Веллі | Швеція на олімпіаді 1960 року у Скво-Веллі | Швеція на олімпіаді 1960 року у Скво-Веллі |
| Медаль                                     | Спортсмен                                             | Вид спорту                                 | Дисципліна                                 | Результат                                  |
| ------------------------------------------ | ----------------------------------------------------- | ------------------------------------------ | ------------------------------------------ | ------------------------------------------ |
| Золото                                     | Сікстен Єрнберг                                       | Лижні перегони                             | 30 км                                      | 1.51.03,9                                  |
| Золото                                     | Клас Лестандер                                        | Біатлон                                    | 20 км                                      | 1.33.21,6 (0)                              |
| золото                                     | Ірма Йоганссон Брітт Страндберг Соня Рутстрем-Едстрем | Лижні перегони                             | 3 x 5 км, естафета, жінки                  | 57.30,0                                    |
| Срібло                                     | Сікстен Єрнберг                                       | Лижні перегони                             | 15 км                                      | 51.58,6                                    |
| Срібло                                     | Рольф Ремгорд                                         | Лижні перегони                             | 30 км                                      | 1.51.16,9                                  |
| Бронза                                     | Челль Бакман                                          | Ковзанярський спорт                        | 10 000 метрів                              | 16.14,2                                    |
| Бронза                                     | Рольф Ремгорд                                         | Лижні перегони                             | 50 км                                      | 3.02.46,7                                  |